# Medina de Tunis
|  | Per a altres significats, vegeu «Medina (desambiguació)». |

La Médina de Tunis és la part vella de ciutat de Tunis, dedicada essencialment al comerç, amb carrerons estrets i centenars de botigues de tota mena. La delegació té una població de 27.190 habitants segons el cens del 2004. En aquesta delegació, hi ha la Biblioteca Nacional de Tunis. Està inscrita a la llista del Patrimoni de la Humanitat de la UNESCO des del 1979.